# Tutow-Dorf

Tutow (Dorf) – Situation 1880

Tutow-Dorf ist ein Ortsteil der Gemeinde Kruckow im Landkreis Vorpommern-Greifswald in Mecklenburg-Vorpommern.

Tutow-Dorf – Situation um 1940 (MTB 1920 + Nachträge) – ohne Flugplatz (Geheimhaltung)

## Geografie
Der Ort liegt zwischen Kruckow und Tutow. Durch den Ort verläuft die B 110. Unmittelbar südlich befindet sich die Niederung des Kuckucksgrabens.

## Geschichte
Name
Ursprünglich hieß der Ort Tutow, der Zusatz -Dorf wurde in den 1930er und 1940er Jahren zur Unterscheidung von Tutow-Siedlung, dem heutigen Tutow, gebräuchlich. Die Ortsbezeichnung soll von einem slawischen Personennamen abgeleitet sein und so viel wie „Ort des Tyta“ bedeuten.
Archäologie
Nordöstlich des heutigen Tutow-Dorf befindet sich, durch ein weitgehend unzugängliches, „Quebbe“ genanntes Sumpfgebiet geschützt, ein „Alte Schanze“ oder „Wallberg“ genannter jungslawischer Burgwall aus dem 10. bis 12. Jahrhundert. Zwischen diesem und der B 110 liegt ein weiterer altslawischer Burgwall aus dem 7. bis 8. Jahrhundert mit einer Fläche von 1,5 bis 2 Hektar, der als „Alte Stadt“ bezeichnet wird.
Erstnennung
Tutow wurde im Jahr 1256 erstmals in einer Urkunde des Herzogs Barnim I. von Pommern erwähnt.
Entwicklung
Ab 1397 war Tutow ein Lehen der Familie von Horn, die hier bis zum Ende des 17. Jahrhunderts ansässig war. Um 1700 wurde das Gut von der Familie von Parsenow erworben.
Später ging es in den Besitz der Familie von Sobeck über, die bis zur entschädigungslosen Enteignung 1945 auf Kruckow ansässig war. Die in Kirchenvisitationen von 1866 und 1870 genannte Schule wurde 1932 wegen zu geringer Schülerzahlen geschlossen.
In den 1930er Jahren wurde nordwestlich des Dorfes mit dem Bau eines Militärflugplatzes begonnen, dem sich die Errichtung einer Siedlung anschloss, die ab 1938 eine selbständige Gemeinde namens „Flughafen Tutow“ bildete. Für den Flugplatzbau wurde das Vorwerk Wittenwerder abgerissen, dessen Einwohner nach Kruckow, Tutow-Dorf und Marienfelde umgesiedelt wurden.
Die Anlage dieser neuen Siedlung bedingte dann die Namenstrennung in Tutow-Dorf und Tutow-Siedlung, letzteres wurde dann später mit dem alten Namen Tutow bedacht. Die Grenze zwischen beiden Orten verlief entlang der B 110 und der Zufahrt zum Flugplatz. Nach 1945 stagnierte Tutow-Dorf, da das Gut aufgesiedelt wurde.
Die 1990 bei einem Sturm schwer beschädigte, baufällige Dorfkirche wurde 1992 abgerissen, es blieb ein restlicher Friedhof.

## Persönlichkeiten
- Hans Maximilian von Koeppern (1735–1805), preußischer General